# Thomas Strunz
Thomas Strunz est un footballeur allemand né le 25 avril 1968 à Duisbourg. Il joue au milieu du terrain, en 1996 il est Champion d'Europe avec l'équipe d'Allemagne.

## Biographie

### En club
Thomas Strunz commence le football dans sa ville natale, d'abord au TuRa 88 Duisbourg, un club du quartier de Neuhof, puis à partir de 1981 dans le plus grand club de la ville, le MSV Duisbourg. En 1987, il devient champion d'Allemagne amateur avec Duisbourg et permet à son club de monter en deuxième division en 1989, il ne jouera toutefois aucun match à ce niveau car il reçoit un contrat professionnel au Bayern Munich.
Il débute donc directement en Bundesliga avec les bavarois, le 31 août 1989, en rentrant à la 71e minute de jeu, lors de la victoire à domicile 4 à 0 contre le Hambourg SV. Il inscrit son premier but le 27 octobre lors de la victoire chez le FC St. Pauli (2-0). Thomas Strunz reste trois saisons au Bayern Munich puis rejoint le VfB Stuttgart en 1992. Après trois saisons à Stuttgart, Strunz retourne au Bayern Munich.
Il reste six saisons à Munich, mais lors de la trêve hivernale de la saison 2000-2001, l'entraineur Ottmar Hitzfeld l'écarte de l'effectif, il rompt son contrat avant la fin de la saison et ne trouvant aucun club il arrête sa carrière de joueur.

### En équipe nationale
Strunz sera sélectionné deux fois avec les moins de 21 ans, la première fois le 28 février 1990 à Alès contre la France puis le 14 mars à Simferopol contre l'Union Soviétique.
Il fait ses débuts avec l'équipe d'Allemagne le 10 octobre 1990 lors d'un match amical en Suède, où les Allemands l'emportent par 3 buts à 1. Il participe à la Coupe du monde de football 1994 aux Etats-Unis, puis en 1996 au Championnat d'Europe en Angleterre. Lors de la demi-finale contre l'Angleterre il marque un but pendant la séance de tirs au but, il sera titulaire lors de la finale gagnée contre la Tchéquie après le but en or à la 95e minute.
Il dispute son dernier match le 8 septembre 1999 à Dortmund contre l'Irlande du Nord.
Son unique but en 41 rencontres avec la Mannschaft, il l'inscrit le 7 juin 1995 à Sofia lors d'une défaite 2 à 3 contre la Bulgarie.

## Reconversion
Après sa carrière de joueur Strunz travaille comme agent de joueurs.
En 2005, il est manager au VfL Wolfsburg, mais sera licencié en fin d'année.
Il travaille également comme expert à la télévision.

## Vie privée
Thomas Strunz a fait parler de lui dans les tabloïds lorsque son coéquipier Stefan Effenberg est sorti avec sa femme Claudia, ils se sont mariés plus tard. Thomas était marié avec elle en deuxièmes noces de 1997 à 2002, ils ont deux enfants. Il a un fils avec sa première femme. Avec sa troisième compagne il a une fille née en 2006.

## Anecdote
Giovanni Trapattoni, alors entraineur du Bayern Munich donne le 10 mars 1998 une interview mémorable en Allemagne après une défaite à domicile et cinq matchs sans victoire, étant critiqué par quelques joueurs, il reporte sa colère sur Thomas Strunz qui n'avait jamais critiqué l'entraineur, mais souvent absent pour cause de blessure (dans un allemand approximatif et sur un ton de colère) : ...Struuuuunz! Strunz il est là depuis deux ans, il a joué dix matchs. Il est toujours blessé. Que s'autorise Strunz. L'année dernière, devenu champion, avec Hamann, Nerlinger. Ces joueurs étaient joueurs. Devenus champion. Il est toujours blessé. A joué 25 matchs dans cette équipe. Doit respecter ses collègues....
Depuis dans les stades chaque fois que Thomas Strunz touchait le ballon, le public lançait un Struuuuunz.
Le journaliste et présentateur homonyme Claus Strunz (de) nomme son émission de télévision Was erlauben Strunz (que s'autorise Strunz, issue du monologue de Trapattoni).

## Palmarès

### Avec l'équipe d'Allemagne
- Vainqueur du Championnat d'Europe 1996.

### Avec le Bayern Munich
- Vainqueur de la Ligue des champions de l'UEFA : 2001 (Strunz n'aura joué qu'une demi-saison)
- Finaliste de la Ligue des champions : 1999
- Vainqueur de la Coupe UEFA 1995-1996
- 5 championnats d'Allemagne : 1990, 1997, 1999, 2000, 2001 (Strunz n'aura joué qu'une demi-saison)
- 2 Coupes d'Allemagne : 1998, 2000
- 4 Coupes de la ligue : 1997, 1998, 1999, 2000
- 1 Supercoupe d'Allemagne : 1990

### Avec VfB Stuttgart
- 1 Supercoupe d'Allemagne : 1992

## Distinction
- Silbernes Lorbeerblatt plus haute distinction sportive en Allemagne[8].